# ماكس ليمان
ماكس ليمان (بالألمانية: Max Lehmann)‏ هو مؤرخ ألماني، ولد في 19 مايو 1845 في برلين في ألمانيا، وتوفي في 8 أكتوبر 1929 في غوتينغن في ألمانيا.